# Cubo de bolso

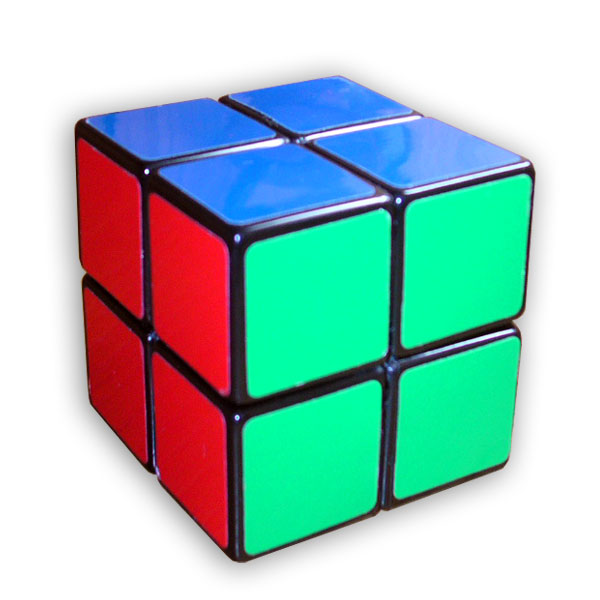
Um cubo de bolso em seu estado resolvido.

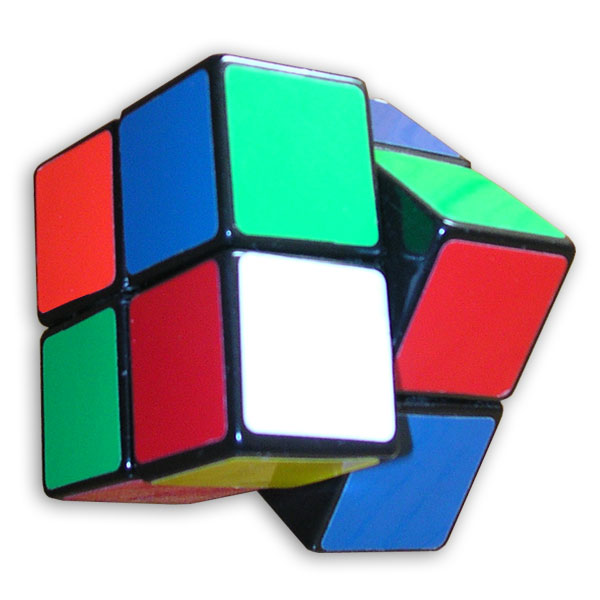
Um cubo de bolso com um lado a ser girado.

Cubo de bolso (pocket cube em inglês), também conhecido como minicubo ou Cubo 2x2, é o equivalente a um cubo mágico mas com apenas 2 camadas em cada dimensão.
O cubo é composto por 8 peças, todas elas sendo os cantos do cubo.

## História
Em março de 1970, Larry D. Nichols inventou um "quebra-cabeça 2 × 2 × 2 com peças rodáveis em grupos" e apresentou um pedido de patente canadense para ele. O cubo de Nichols era mantido junto com ímãs. Nichols recebeu a Patente U.S. 3.655.201 em 11 de abril de 1972, dois anos antes de Rubik inventar seu Cubo.
Nichols atribuiu sua patente à sua empregadora Moleculon Research Corp., que processou a Ideal em 1982. Em 1984, a Ideal perdeu a ação por violação de patente e apelou. Em 1986, o tribunal de apelações afirmou o julgamento de que o Cubo de Bolso de 2 × 2 × 2 de Rubik infringiu a patente de Nichols, mas anulou a decisão sobre o Cubo 3 × 3 × 3 de Rubik.

## Combinações
Qualquer combinação dos oito cantos é possível (8! posições), e sete deles podem ser girados independentemente (37 posições). Não há nada que identifique a orientação do cubo no espaço, reduzindo as posições por um fator de 24. Isso ocorre porque todas as 24 possíveis posições e orientações do primeiro canto são equivalentes devido à falta de centros fixos. Este factor não aparece quando se calculam as permutações de cubos N × N × N onde N é ímpar, uma vez que esses puzzles têm centros fixos que identificam a orientação espacial do cubo. O número de posições possíveis do cubo é
{\displaystyle {\frac {8!\times 3^{7}}{24}}=7!\times 3^{6}=3.674.160}
O número máximo de voltas necessárias para resolver o cubo é de até 11 metades ou quartos de volta, ou até 14 quartos de giros apenas.
O número a de posições que requer n qualquer (metade ou um quarto) giros de número q posições, que requer n rodadas é:
| n  | a       | q       | a(%)      | q(%)      |
| -- | ------- | ------- | --------- | --------- |
| 0  | 1       | 1       | 0.000027% | 0.000027% |
| 1  | 9       | 6       | 0.00024%  | 0.00016%  |
| 2  | 54      | 27      | 0.0015%   | 0.00073%  |
| 3  | 321     | 120     | 0.0087%   | 0,0033%   |
| 4  | 1847    | 534     | 0.050%    | 0.015%    |
| 5  | 9992    | 2256    | 0.27%     | 0.061%    |
| 6  | 50136   | 8969    | 1.36%     | 0.24%     |
| 7  | 227536  | 33058   | 6.19%     | 0.90%     |
| 8  | 870072  | 114149  | 23.68%    | 3.11%     |
| 9  | 1887748 | 360508  | 51.38%    | 9.81%     |
| 10 | 623800  | 930588  | 16.98%    | 25.33%    |
| 11 | 2644    | 1350852 | 0.072%    | 36.77%    |
| 12 | 0       | 782536  | 0%        | 21.3%     |
| 13 | 0       | 90280   | 0%        | 2.46%     |
| 14 | 0       | 276     | 0%        | 0.0075%   |

O subgrupo de dois geradores (o número de posições geradas apenas por rotações de duas faces adjacentes) é da ordem 29.160